# 俄勒冈州众议院
俄勒冈众议院（英語：Oregon House of Representatives）是美国俄勒冈立法议会的下議院，共有60名议员，每届任期2年。現任众议院議長為民主黨籍的丹·雷菲爾德。